# Гочевское городище
Го́чевское городи́ще — археологический комплекс на реке Псёл, расположенный в Беловском районе Курской области. Представляет собой остатки одного из крупных городов Курской земли. В 1629 году его место было известно как Мужетцкое городище, в 1648 году упомянуто уже как Гочевское городище. Архивные поиски позволили установить название города — Му́жеч. В XV веке он входил в состав Еголдаевой тьмы. Упоминался как Можеч в дипломатической переписке 1540 года. Ю. А. Липкинг и вслед за ним некоторые исследователи отождествляют исчезнувший город с летописным Римовом.

## Изучение Гочевского городища
Гочевский археологический комплекс впервые описан в 1891 году. В 1904 году выявлен курганный могильник. Первые раскопки здесь были произведены в 1909 году археологом Д. Я. Самоквасовым. Помимо него, остатки города исследовали К. П. Сосновский, П. С. Рыков, В. С. Львович, В. Н. Глазов, И. И. Ляпушкин, Б. А. Шрамко, А. П. Моця, А. В. Кашкин, Г. Ю. Стародубцев, О. А. Щеглова и другие учёные.
В 1937 и 1939 годах раскопки Гочевского городища провёл известный археолог Б. А. Рыбаков, найдя сыродутные металлургические горны, различные бытовые изделия (железные ножи и топор, бронзовый наконечник стрелы, костяная игла с орнаментом, глиняные и шиферные пряслица, глиняные грузила), обломки керамической посуды и другие предметы. При раскопках были обнаружены зёрна пшеницы и конопли. На склоне городищенского холма Рыбаков встретил остатки бревенчатых жилых построек, стены и пол которых были обмазаны глиной. В этих работах принимал участие Д. А. Авдусин.

## Описание комплекса
Гочевский археологический комплекс состоит из двух укреплённых частей («Крутой курган» и «Царский дворец»), а также прилегающего к ним неукреплённого посада и двух могильников. Наиболее ранние погребения курганного могильника датируются концом X — началом XI века, основная масса — XI—XII веками. В дальнейшем городской некрополь переносится в другое место. Предположительно, это грунтовый могильник на северо-востоке селища. Археологический комплекс пострадал из-за деятельности грабителей.

## История города

### Предыстория
Первые следы проживания людей на территории городища «Крутой курган» и окрестных селищ относятся к скифскому времени. В дальнейшем здесь обитали носители роменско-боршевской археологической культуры. Местные жители занимались земледелием и скотоводством. Крепость «Крутой курган» была сожжена в ходе восточных походов Святослава Игоревича и после некоторого перерыва отстроена вновь. С конца X века Гочевский комплекс выступал в роли опорного пункта княжеской администрации.

### В составе Киевской Руси, Великого княжества Литовского и Русского государства
Строительство Мужеча было обусловлено необходимостью обслуживания торгового пути из Киева в Булгар. Население города было полиэтничным: помимо северян, здесь проживали радимичи, вятичи, дреговичи, финно-угры и выходцы из половецких степей. Город находился на крутом стометровом мысу, окаймлённом с юга и востока излучиной реки, с севера — глубоким и широким логом, а с запада — крепостным валом скифского периода. Его расцвет пришёлся на XII—XIII века. В XIV—XV веках цитаделью Мужеча становится замок «Царский дворец». В начале XVI века город был покинут жителями. Вплоть до XVII века его округа именовалась Мужецкой волостью и входила в состав Путивльского уезда.